# Романюк Анатолій Миколайович
Романюк Анатолій Миколайович (нар. 26 лютого 1955, с. Миньківці Дунаєвецького району Хмельницької області) — український науковець, лікар-патологоанатом вищої категорії, доктор медичних наук, професор, завідувач кафедри патологічної анатомії Медичного інституту, керівник Центру патоморфологічних досліджень Сумського державного університету МОН України.

## Біографія
Романюк Анатолій Миколайович народився 26 лютого 1955[джерело не вказане 1472 дні] року в селі Миньківці Дунаєвецького району Хмельницької області.
У 1972 року закінчив Дунаєвецьку середню школу[джерело не вказане 1472 дні].
У 1972—1974 роках навчався у Кам'янець-Подільському медичному училищі[джерело не вказане 1472 дні].
У 1974—1980 роках — навчання у Тернопільському державному медичному інституті.
Романюк Анатолій Миколайович у 1984 р. захистив кандидатську дисертацію під керівництвом професора В. Г. Ковешнікова на тему «Судинно-тканинні взаємовідношення у кістковій системі під впливом різних режимів рухової активності»
- 1984—1992 роки — асистент кафедри патологічної анатомії ТДМІ.
- 1992—1993 роки — доцент кафедри патологічної анатомії ТДМІ.
- 1994— по теперішній час — професор, завідувач кафедри патологічної анатомії Сумського ДУ.
- У 1995—2008 роках — заступник директора медичного інституту Сумського ДУ з наукової роботи.
- у 1992 р. під керівництвом професора В. Г. Ковешнікова захистив докторську дисертацію на тему «Морфофункціональні порушення кісток скелету при опіковій хворобі та шляхи їх корекції».

## Наукова школа
Анатолій Романюк є учнем проф. В. Г. Ковєшнікова і теми його кандидатської та докторської дисертації присвячені морфогенезу кісткової тканини під впливом різноманітних факторів. Після переїзду до Сумського державного університету створив та очолив кафедру патологічної анатомії на медичному факультеті у 1994 році[джерело не вказане 1472 дні]. Під час роботи у Сумському державному університеті створив власну наукову школу, основними напрямками діяльності якої є екологічна морфологія, онкоморфологія та морфогенез загальнопатологічних процесів [відсутнє в джерелі]. Серед учнів проф. А. М. Романюка[джерело не вказане 1472 дні] 2 докторів наук та 18 кандидатів наук, які продовжують розвивати наукову школу [відсутнє в джерелі].

## Науковий доробок
Проф. А. М. Романюк є автором 400 наукових праць , з яких 50 у виданнях, які обліковуються наукометричними базами Scopus  та Web of Science ; 4 підручників з патологічної анатомії, 10 посібників, 16 навчально-методичних розробок та 3 винаходів .
Проф. А. М. Романюк брав участь у низці наукових проєктів керівником і відповідальним виконавцем:
1995—2001: Вивчення стану здоров'я дитячого і дорослого населення Сумської області в у мовах впливу соціальних, економічних і екологічних чинників (номер державної реєстрації 0101U002098),
2001—2012: Морфофункціональні зміни внутрішніх органів та скелета під впливом несприятливих ендо-та екзогенних чинників і шляхи їх корекції (номер державної реєстрації 0109U001388),
2002—2008: Вивчення впливу несприятливих  зовнішніх чинників Сумської області на стан здоров'я населення (номер державної реєстрації 0105U002471),
2013—2018: Морфогенез патологічних процесів (номер державної реєстрації 0113U003315),
2018—2020: Ефективність «liquid biopsy» та тканинної біопсії у діагностиці та лікуванні злоякісних пухлин (номер државної реєстрації 0118U003570) ,
2019—2020: міжнародний білатеральний україно-білоруський проєкт «Розробка автоматизованої програми диференційної діагностики новоутворень молочної залози з морфометричною оцінкою рецепторного статусу ракових клітин» М123-2020.

## Суспільна діяльність
1. Завідувач кафедри патологічної анатомії Медичного інституту Сумського державного університету з 1994 року
2. Член Асоціації патологоанатомів України з 2003 року. Голова робочої групи з питань міжнародних зв'язків в Асоціації патологоанатомів України з 2019 року.
3. Член Європейської асоціації патологів з 2011 року.
4. Голова Сумської філії патологоанатомів з 2003 року
5. Член редакційної колегії у фахових наукових виданнях «Eastern Ukrainian Medical Journal» м. Суми  та «Патологія», м. Запоріжжя .

## Грамоти та нагороди
1. 2021 рік — медаль Г. М. Мінха (вища відзнака Національної асоціації патологів України)[2].
2. 2019 рік — Диплом про присвоєння почесного звання «Заслужений професор Сумського державного університету»[джерело не вказане 1472 дні]
3. 2018 рік — Подяка Сумської обласної ради за високі досягнення у науково-дослідній роботі, високий професіоналізм, вагомий особистий внесок у підготовку висококваліфікованих фахівців та з нагоди Дня науки[3]
4. 2017 рік — Грамота міського голови за багаторічну науко-педагогічну працю, плідну наукову роботу, вагомий особистий внесок у підготовку висококваліфікованих лікарських кадрів та з нагоди 25-річчя Медичного інституту Сумського державного університету[джерело не вказане 1472 дні]
5. 2005 рік — Почесна грамота Міністерства освіти і науки України[джерело не вказане 1472 дні]